# Давыдов, Владимир Петрович
О более значимом тёзке см. Давыдов, Владимир Петрович (1809)
Влади́мир Петро́вич Давы́дов (род. 1 апреля 1948, Ишимбай, БАССР, РСФСР, СССР) — российский нефтепромышленный менеджер и государственный деятель, руководитель «Ишимбайнефти» и член правления «Башнефти» во второй половине 1990-х годов, в 2000—2003 годы — глава администрации города Ишимбая и Ишимбайского района, председатель Ишимбайского городского Совета, депутат палаты представителей Государственного Собрания Башкортостана.

## Биография
Родился 1 апреля 1948 года в городе Ишимбае в семье нефтяников.
Выпускник школы № 1;
В 1971 году окончил Уфимский нефтяной институт по специальности «горный инженер».
С 1971 по 1972 год работал бурильщиком 4 разряда в «Коминефти» в Коми АССР.
С 1972 года работал в «Ишимбайнефти» на должностях мастера по добыче нефти, старшего инженера, начальника производственного отдела нефтегазодобывающего управления, заместителя начальника цеха научно-исследовательских и промышленных работ, начальника нефтегазодобывающего управления, в 1984—1987 годах находился в загранкомандировке на Кубе. В 1995 году назначен начальником нефтегазодобывающего управления «Ишимбайнефть» компании «Башнефть», вошёл в состав правления «Башнефти».
14 января 2000 года ушёл из правления «Башнефти», 18 января 2000 года назначен на должность главы администрации города Ишимбая и Ишимбайского района. Одновременно входил в состав президиума собрания ОАО «Ишимбайтрансмаш». Также в 2001 году был делегирован от государства в правление ОАО «Ишимбайский машиностроительный завод».
29 марта 2003 года освобождён от должности главы администрации города Ишимбая и Ишимбайского района, на его место назначен Раис Ибрагимов.
В 2003—2009 годах — директор Златоустовской нефтебазы нефтяной компании «Лукойл».

## Общественная деятельность
Президент первого в России профессионального шашечного клуба «Нефтяник» и один из организаторов профессионального шашечного спорта Башкортостана. Входил в состав оргкомитетов: по подготовке и проведению международного семинара «Европейская хартия региональных языков или языков меньшинств» (21—22 июня 2001 года, Уфа), по подготовке и проведению III Кубка европейских чемпионов по международным шашкам среди клубных команд (19—24 сентября 2001 года, Уфа), по подготовке и проведению матчей за звание чемпиона мира по международным шашкам среди мужчин и женщин (19—31 марта 2003 года).
За время пребывания на посту главы администрации вёл активную политику благоустройства Ишимбая. Город принимал участие в конкурсе «Самый благоустроенный город России» среди городов III-й категории, за что был награждён почётным дипломом Госстроя России. Благодаря принятой им городской программы «Фонтаны» реконструирован фонтан «Юноша и девушка», открылись фонтаны на реке Тайрук и возле кинотеатра «Икар».
Способствовал открытию памятника ишимбайским нефтяникам, павшим в боях за Родину. Поддержал идею создания Ишимбайского музея народного образования, впоследствии был его почётным гостем. При поддержке В. П. Давыдова 1 июля 2001 года начала издаваться на башкирском языке самостоятельная газета «Торатау».
Содействовал строительству Свято-Троицкому храму в Ишимбае, за что был награждён почётной грамотой патриарха Московского и всея Руси Алексия II. Поддержал проекты производства гусеничного вездехода нового поколения, развития совхоза «Нефтяник», а также помог изданию книги А. Н. Долинина «На огненной дуге».

## Звания
- Заслуженный нефтяник Республики Башкортостан[4].

## Публикации
- Давыдов В. П., Илюков В. А. 65 лет НГДУ «Ишимбайнефть» / Чернова О. И.. — Уфа: Слово, 1997. — С. 12. — 32 с. — 3000 экз. — ISBN 5-87308-095-X. (недоступная ссылка)
- Давыдов В. П. Открывая новые страницы // Ватандаш : журнал. — Уфа, 2001.